# Bang Bang (canción de will.i.am)
«Bang Bang» es una canción interpretada por el cantante y compositor estadounidense will.i.am. Cuenta con la colaboración, aunque sin acreditar de la vocalista Shelby Spalione; incluida en su cuarto álbum de estudio, #Willpower y lanzada como sencillo promocional de la banda sonora para la película El gran Gatsby (2013). La canción incluye partes de la letra de "Bang Bang (My Baby Shot Me Down)", una canción compuesta en 1966 por Sonny Bono. Además contiene el sampleo instrumental de dos pistas de música electrónica, como lo son "Epic" de Sandro Silva & Quintino y "Rebound" de Arty y Mat Zo, los cuales fueron incluidos sin autorización de los artistas.

## Vídeo musical
El vídeo musical que acompañó a «Bang Bang» fue lanzado por primera vez en YouTube, el 20 de mayo de 2013. Tiene una duración total de dos minutos con cincuenta y siete segundos.
En el video, podemos ver al artista, acompañado de su habitual cuerpo de baile, en esta ocasión caracterizados como en los años 50. Además tenemos la oportunidad de ver a su intérprete colaborador Shelby Spalione, que desde un principio su voz fue confundida con la de Britney Spears.

## Presentaciones en vivo
La canción fue presentada en la final de American Idol y en The Voice UK.

## Lista de canciones y formatos
| Descarga digital |                            |          |  |
| N.º              | Título                     | Duración |  |
| 1.               | «Bang Bang» (Original Mix) | 4:38     |  |

## Posicionamiento en listas
| País              | Lista                  | Mejor posición | Ref.   |
| ----------------- | ---------------------- | -------------- | ------ |
| Bélgica (Flandes) | Top 50 canciones       | 12             | [ 8 ]  |
| Bélgica (Valonia) | Top 50 canciones       | 9              | [ 9 ]  |
| Escocia           | Top 40 canciones       | 4              | [ 10 ] |
| Estados Unidos    | Dance/Electronic Songs | 21             | [ 11 ] |
| Francia           | Top 100 canciones      | 188            | [ 12 ] |
| Irlanda           | Top 50 canciones       | 14             | [ 13 ] |
| Reino Unido       | UK R&B Chart           | 1              | [ 14 ] |
| Reino Unido       | UK Singles Chart       | 3              | [ 15 ] |
| República Checa   | Top 100 canciones      | 83             | [ 16 ] |